# Stourne à queue courte
Aplonis minor
Espèce
Statut de conservation UICN

 LC  : Préoccupation mineure
La Stourne à queue courte (Aplonis minor) est une espèce d'oiseaux de la famille des Sturnidae.
Son aire s'étend à travers la moitié sud de l'Indonésie et Mindoro (Philippines).